# Liste de films tournés au Sénégal
Voici une liste de films tournés au Sénégal (tantôt le film a été entièrement tourné au Sénégal, tantôt il ne s'agit que d'une ou plusieurs scènes).
Même si quelques grands titres du cinéma sénégalais y figurent, cette liste privilégie dans un premier temps les lieux de tournage, et non la nationalité des films.

## Documentaires
- 1966 : The Endless Summer, film sportif (surf), Bruce Brown, États-Unis
- 1978 : La Danse avec l’aveugle, film d’Alain d'Aix et Morgane Laliberté, Canada, France
- 1990 : City Life, film d'Alejandro Agresti et Gábor Altorjay, Argentine, Pays-Bas
- 1993 :  Geschämt hab ich mich auch, téléfilm de Johannes Gulde et Stefanie Landgraf, épisode de la série Fremde Kinder, Allemagne
- 1999 : Breath: A Visual Trip Into the Passion of Drummin', film musical (percussions) de Cristiano Civitillo, Allemagne, Italie
- 1999 : Das Fest der Ringer. Bei den Diola im Südsenegal, téléfilm de Essibyé Augustin Diatta et Ulla Fels, Allemagne
- 2001 : Le Peuple migrateur, film de Jacques Perrin, France, Italie, Allemagne, Espagne, Suisse
- 2004 : Alhamdoulilah ! film de Janica Draisma, Pays-Bas, Sénégal
- 2004 : En el mundo a cada rato, film de Javier Corcuera et Patricia Ferreira, Espagne
- 2004 : Inside Out: Trey and Dave Go to Africa, téléfilm de Jenna Rosher, États-Unis
- 2005 :  500 Years Later, film de Owen Alik Shahadah,   Royaume-Uni, États-Unis
- 2005 :  Acrobats, film de Johan Karrento, Finlande
- 2005 : The Healing Passage : Voices from the Water, film de Saundra Sharp, États-Unis
- 2005 : L’Hôtel de mes rêves (Drømmenes hotel), film de Helle Toft Jensen, Danemark
- 2005 : Real, la película, film sportif (football) de Borja Manso et Eloy Gonzalez, Espagne
- 2006 : Canto per Cheikh, film d'Elisabetta Caracciolo di Brienza et Fulvio Toffoli, Italie
- 2006 : The Shape of Water, film de Kum-Kum Bhavnani, États-Unis
- 2006 : Un chant nègre, Léopold Sédar Senghor, film de Jean-Denis Bonan, France
- 2007 : Retour à Gorée, film de Pierre-Yves Borgeaud, Suisse, Luxembourg
- 2008 : On-Yaramá, film espagnol du Groupe Yaramá et de l'association Malévola sur la musique au Sénégal et en Guinée
- 2012 : Nous développeurs, film de David Castel, France, http://pastoralism.toile-libre.org/

## Films de fiction
- 1966 : La Noire de..., film dramatique de Sembène Ousmane, France- Sénégal
- 1967 : Cala naprzód, film de Stanislaw Lenartowicz, Pologne
- 1968 : Le Mandat, film de Sembène Ousmane, France, Sénégal
- 1969 : L'Étoile du sud, film de Sidney Hayers, France, Royaume-Uni
- 1972 : Il Decamerone nero, film de Piero Vivarelli, Italie, France
- 1973 : Super Fly T.N.T., film d’action de Ron O’Neal, États-Unis
- 1974 : Nykolonialism - Senegal, ett exempel, film de Pierre Björklund et Barry Cheikh, Suède
- 1975 : L'Histoire d'Adèle H. film dramatique de François Truffaut, France
- 1981 : Coup de torchon, film dramatique de Bertrand Tavernier, France
- 1984 : J'ai rencontré le Père Noël, film de Christian Gion, France
- 1989 : Et la lumière fut, film dramatique d'Otar Iosseliani, France, Allemagne, Italie
- 1990 : Non, ou la vaine gloire de commander, drame historique de Manoel de Oliveira, Portugal, Espagne, France
- 1991 : Magicians of the Earth: Senis Children, téléfilm de Philip Haas, Espagne
- 1991 : Toubab Bi, film de Moussa Touré, France, Sénégal
- 1992 : Hyènes, comédie dramatique de Djibril Diop Mambéty, Sénégal
- 1992 : Joy en Afrique, téléfilm d’aventures de Bob Palunco, France
- 1993 : Ça twiste à Popenguine, film de fiction de Moussa Sène Absa, Sénégal
- 1996 : Les Caprices d'un fleuve, film d’aventures de Bernard Giraudeau, France
- 1996 : Más allá del jardín, film dramatique de Pedro Olea, Espagne
- 1998 : Tableau ferraille, film de Moussa Sène Absa, Sénégal, France
- 1998 : TGV, comédie de Moussa Touré, France, Sénégal
- 2001 : L'Afrance, film d'Alain Gomis, France, Sénégal
- 2001 : The Amazing Race, série télévisée américaine, 11e saison
- 2001 : Karmen Geï, mélodrame de Joseph Gaï Ramaka, Sénégal, France, Canada
- 2001 : Offroad TV, série télévisée allemande
- 2001 : Le Prix du pardon (Ndeysaan), film dramatique de Mansour Sora Wade, Sénégal, France
- 2003 : Petite lumière, court-métrage dramatique d’Alain Gomis, France, Sénégal
- 2004 : Binta y la gran idea, film de Javier Fesser, Espagne
- 2004 : Le Jardin de Papa, film dramatique de Zeka Laplaine, France, République démocratique du Congo
- 2004 : Moolaadé, film dramatique de Sembène Ousmane, Sénégal, France, Burkina Faso, Cameroun, Maroc, Tunisie
- 2005 : Manoorè, film de Maria Daria Menozzi, Italie
- 2005 : Un amour d'enfant, film de Ben Diogaye Bèye tourné à Dakar, Sénégal
- 2006 : C'est beau une ville la nuit, film de Richard Bohringer, France, Canada
- 2006 : Billo il grand dakhaar, film de Laura Muscardin, Sénégal, Italie
- 2006 : Lettere dal Sahara, film dramatique de Vittorio De Seta, Italie
- 2006 : Président, film de Lionel Delplanque, France
- 2007 : Truands, film policier de Frédéric Schoendoerffer, France
- 2009 : Black, film policier de Pierre Laffargue, France
- 2014 : Afrik'aïoli, comédie de Christian Philibert, France